# Altdorf bei Nürnberg
Altdorf bei Nürnberg (alemany: [ˈʔaltdɔʁf baɪ ˈnʏʁnbɛʁk] ( escolteu-ho)) és una ciutat del sud-est d'Alemanya, a Baviera. Fou la seu de la Universitat d'Altdorf fins a la seva clausura el 1809.